# Wereldkampioenschappen klifduiken 2019
De Wereldkampioenschappen klifduiken 2019 werden van 22 tot en met 24 juli gehouden in Gwangju, Zuid-Korea. Het toernooi was integraal onderdeel van de wereldkampioenschappen zwemsporten 2019.

## Programma
| V | Voorronde | Goud | Finale |

| Klifduiken (m) |  |  |      |      | Goud | Goud |  |
|                |  |  |      |      |      |      |  |
| Klifduiken (v) |  |  | Goud | Goud |      |      |  |
| Totaal         |  |  | 1    | 1    | 1    | 1    |  |

## Medailles

### Medaillewinnaars
| Onderdeel | Goud                          | Goud   | Zilver                        | Zilver | Brons                                | Brons  |
| --------- | ----------------------------- | ------ | ----------------------------- | ------ | ------------------------------------ | ------ |
| Mannen    | Gary Hunt Verenigd Koninkrijk | 442,20 | Steven LoBue Verenigde Staten | 433,65 | Jonathan Paredes Mexico              | 430,15 |
| Vrouwen   | Rhiannan Iffland Australië    | 298,05 | Adriana Jiménez Mexico        | 297,90 | Jessica Macaulay Verenigd Koninkrijk | 295,40 |

### Medaillespiegel
| Plaats | Land                | Goud | Zilver | Brons | Totaal |
| 1      | Verenigd Koninkrijk | 1    | 0      | 1     | 2      |
| 2      | Australië           | 1    | 0      | 0     | 1      |
| 3      | Mexico              | 0    | 1      | 1     | 2      |
| 4      | Verenigde Staten    | 0    | 1      | 0     | 1      |
| Totaal | Totaal              | 2    | 2      | 2     | 6      |